# Ayelet Zurer
Ayelet Zurer (in ebraico איילת זורר‎?; Tel Aviv, 28 giugno 1969) è un'attrice e modella israeliana.
Nel corso della sua carriera ha vinto il premio come miglior attrice al Jerusalem Film Festival del 2003, è stata candidata tre volte all'Israeli Academy Award, vincendo nel 2004 per il ruolo di protagonista nella drammedia Ha-Asonot Shel Nina, ed ha avuto due nomine all'Israeli Television Academy Awards vincendo nel 2006 per la serie televisiva BeTipul.

## Biografia

### Primi anni
Nata e cresciuta a Tel Aviv, Israele, da una coppia di immigrati di origini ebraiche, il padre è un funzionario governativo, mentre la madre è una casalinga e ha passato la seconda guerra mondiale rifugiandosi in un convento nell'allora Cecoslovacchia. Una volta terminato il servizio militare obbligatorio nelle forze di difesa israeliane, Ayelet Zurer si trasferisce a New York, iscrivendosi alla New Actors Workshop School al fine di iniziare una carriera come attrice.

### La carriera
La Zurer ritorna in Israele nel 1991 e, un anno più tardi, ottiene un ruolo da comprimaria nella serie televisiva Inyan Shel Zman. Nel 1993, è protagonista nel film israeliano Nikmato Shel Itzik Finkelstein; durante questo periodo, partecipa anche allo show televisivo via via cavo Yetziat Hirum. Quattro anni più tardi, nel 1997, interpreta il ruolo di Shira Steinberg nella serie TV di Channel 2 Florentin e, l'anno seguente, le viene assegnato il ruolo della protagonista del film Ahava Asura con Moshe Ivgy.
Nel 1999 la Zurer illustra il libro Badulina dell'autore israeliano Gabi Nitzan. Nel 1999 recita nella serie televisiva israeliana Zinzana, mentre nel 2001 è protagonista nel film Laila Lelo Lola, l'anno seguente compare nelle serie TV israeliane Shalva e Ha'block. Nel 2003 partecipa al film Kikar Ha'Halomot e interpreta uno dei suoi ruoli più noti in patria, la protagonista della drammedia di Savi Gabizon Ha-Asonot Shel Nina, una giovane neo-vedova di nome Nina che tenta di ricostruire la propria vita in seguito del dramma familiare. Per tale interpretazione la Zurer ha vinto l'Israeli Academy Award come migliore attrice del 2004.
Agli inizi del 2005, la Zurer partecipa alla popolare serie TV israeliana, BeTipul, incentrata su di uno psicologo e i suoi pazienti; l'attrice interpreta la conturbante Na'ama Lerner, paziente con cui il protagonista, interpretato da Assi Dayan, ha un flirt. Il ruolo le vale, nel 2006, la vittoria dell'Israeli Television Academy Awards come miglior attrice, inoltre la serie raggiunge un tale successo da portare alla realizzazione di un remake statunitense su HBO: In Treatment.
Contemporaneamente inizia a comparire sempre più di frequente in film statunitensi interpretando la moglie di Avner Kaufman (Eric Bana) in Munich di Steven Spielberg e una terrorista nell'action/thriller di Pete Travis Prospettive di un delitto, al fianco di Dennis Quaid, William Hurt e Sigourney Weaver. Nel 2007 partecipa a Fugitive Pieces, con Rade Šerbedžija, mentre l'anno successivo interpreta un'infermiera che si innamora del protagonista del film drammatico Adam Resurrected.
Nel 2009 è coprotagonista, assieme a Tom Hanks e Ewan McGregor, del film di Ron Howard Angeli e demoni, prequel de Il codice da Vinci dove interpreta il ruolo della scienziata Vittoria Vetra. Nel 2011 interpreta la protagonista femminile del film di Chris Eyre Hide Away al fianco di Josh Lucas mentre, nel 2013, compare nei panni della madre di Superman, Lara Lor-Van, nel film L'uomo d'acciaio, reboot della serie cinematografica dedicata al supereroe. Nel 2015 entra nel cast della serie Netflix Marvel's Daredevil nel ruolo di Vanessa Marianna, proprietaria di una galleria d'arte e interesse sentimentale di Wilson Fisk/Kingpin (Vincent D'Onofrio), tale serie fa parte del Marvel Cinematic Universe. Nel 2025 ha ripreso il ruolo di Vanessa Fisk moglie e complice di WilsonFisk/Kingpin nella serie Daredevil - Rinascita.

## Vita privata

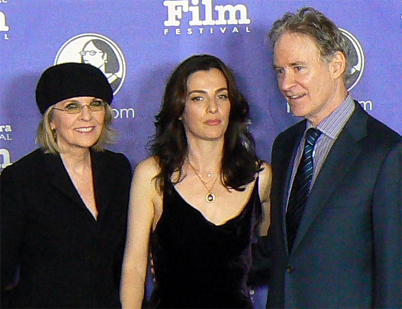
Ayelet Zurer assieme a Diane Keaton e Kevin Kline al Santa Barbara International Film Festival per l'anteprima di Darling Companion (2012)

Zurer è sposata dal 2003 con l'imprenditore Gilad Lewandowski e, nel 2005, ha dato la luce suo figlio, Liad. Dal 2007 lei e la sua famiglia vivono in California.

## Filmografia

### Cinema
- Pour Sacha, regia di Alexandre Arcady (1991)
- Nikmato Shel Itzik Finkelstein, regia di Enrique Rottenberg (1993)
- Ha-Dybbuk B'sde Hatapuchim Hakdoshim, regia di Yossi Somer (1997)
- Kikar Ha-Halomot, regia di Benny Toraty (2003)
- Ha-Asonot Shel Nina, regia di Savi Gabizon (2003)
- Ish HaHashmal, regia di Eli Cohen (2003)
- Mashehu Matok, regia di Dan Turgeman (2004)
- Munich, regia di Steven Spielberg (2005)
- Fugitive Pieces, regia di Jeremy Podeswa (2007)
- Rak Klavim Ratzim Hofshi, regia di Arnon Zadok (2007)
- Prospettive di un delitto (Vantage Point), regia di Pete Travis (2008)
- Adam Resurrected, regia di Paul Schrader (2008)
- Ingenious, regia di Jeff Balsmeyer (2009)
- Angeli e demoni (Angels & Demons), regia di Ron Howard (2009)
- Hide Away (A Year in Mooring), regia di Chris Eyre (2011)
- Darling Companion, regia di Lawrence Kasdan (2012)
- L'uomo d'acciaio (Man of Steel), regia di Zack Snyder (2013)
- Gli ultimi giorni nel deserto (Last Days in the Desert), regia di Rodrigo García (2015)
- Last Knights, regia di Kazuaki Kiriya (2015)
- Ben-Hur, regia di Timur Bekmambetov (2016)
- Milada, regia di David Mrnka (2017)
- Zack, cane eroe (Shepherd: The Story of a Jewish Dog), regia di Lynn Roth (2020)

### Televisione
- Inyan Shel Zman – serie TV, 27 episodi (1992-1993)
- Florentin – serie TV, 39 episodi (1997-2000)
- Zinzana – serie TV, episodio 1x10 (1999)
- Laila Lelo Lola, regia di Shay Kanot – film TV (2001)
- Shalva – serie TV, episodio 1x01 (2002)
- Maktub, regia di Avi Mussel – film TV (2004)
- Hadar Milhama – serie TV, episodio 1x05 (2005)
- BeTipul – serie TV, 9 episodi (2005)
- Awake – serie TV, episodio 1x08 (2012)
- Halo 4: Forward Unto Dawn – webserie, 5 webisodi (2012)
- Touch – serie TV, episodio 2x02 (2013)
- Shtisel – serie TV, 12 episodi (2013)
- Hostages (Bnei Aruba) – serie TV, 10 episodi (2013)
- Rake – serie TV, episodio 2x05 (2014)
- Taken – serie TV, episodio 1x08 (2017)
- Daredevil – serie TV, 11 episodi (2015, 2018)
- Legacies – serie TV, episodi 1x08-4x16 (2019, 2022)
- Losing Alice, regia di Sigal Avin – miniserie TV (2020)
- You – serie TV, episodi 3x02-3x05 (2021)
- Moonhaven – serie TV, 6 episodi (2022)
- Daredevil - Rinascita (Daredevil: Born Again) – serie TV (2025-in corso)

## Doppiatrici italiane
Nelle versioni in italiano delle opere in cui ha recitato, Ayelet Zurer è stata doppiata da:
- Francesca Fiorentini in Prospettive di un delitto, Legacies, Losing Alice
- Claudia Razzi in Daredevil, Zack Cane Eroe, Daredevil - Rinascita
- Roberta Pellini in Munich, You
- Emanuela D'Amico in Adam Resurrected
- Alessandra Korompay in Ingenious
- Tiziana Avarista in Angeli e demoni
- Marta Altinier in Darling Companion
- Cristiana Rossi in Halo 4: Forward Unto Dawn
- Emanuela Rossi ne L'uomo d'acciaio
- Rachele Paolelli in Hostages
- Chiara Colizzi in Ben-Hur
- Francesca Bielli in Transparent